# Time Out of Mind (película)
Time Out of Mind es una película estadounidense de género dramática escrita y dirigida por Oren Moverman y protagonizada por Richard Gere, Ben Vereen, Jena Malone, Kyra Sedgwick y Steve Buscemi. Fue estrenada en el Festival Internacional de Cine de Toronto 2014 y llegó a los cines estadounidenses el 11 de septiembre de 2015.

## Trama
Tras quedarse sin ninguna opción en su vida, y en plena decadencia personal, George Hammond (Richard Gere) se ve obligado a hospedarse en un refugio para personas sin hogar. La ciudad en la que vive es Nueva York, un lugar donde ser vagabundo significa ser invisible para la sociedad. Sin recursos y deprimido por su situación, luchará por encarrilar su antigua vida, viéndose obligado a pedir en la calle. Gracias a la ayuda de otro vagabundo, Dixon (Ben Vereen), George se sentirá con fuerzas para tratar de arreglar su relación que con Maggie (Jena Malone), su hija con la que está muy distanciado. 

## Reparto
- Richard Gere como George.
- Ben Vereen como Dixon.
- Jena Malone como Maggie.
- Kyra Sedgwick como Karen / Fake Sheila.
- Steve Buscemi como Art.
- Michael Buscemi como Frank.
- Danielle Brooks como Receptionista.
- Jeremy Strong como Jack.
- Yul Vazquez como Raoul.
- Brian d'Arcy James como Mark.
- Geraldine Hughes como Maire.
- Lisa Datz como Laura.
- Tonye Patano como Ms. Jackson
- Colman Domingo como Mr. Oyello

## Producción
El 29 de enero de 2014 se confirmó la película y se anunció que la filmación comenzaría en marzo de 2014.

## Estreno
La película fue estrenada en el Festival Internacional de Cine de Toronto el 7 de septiembre de 2014. En octubre de 2014, IFC Films adquirió los derechos de distribución. Fue estrenada en los cines estadounidenses el 11 de septiembre de 2015.

## Recibimiento
Time Out of Mind recibió críticas positivas en su mayoría. En Rotten Tomatoes, la película tiene un 78% de críticas favorables, basándose en 82 reseñas, con un puntaje de 6,9 sobre 10. La descripción común del sitio dice: "Time Out of Mind exige paciencia, pero sus intenciones nobles —y la comprometida actuación de Richard Gere— son difíciles de negar". En Metacritic, la película tiene un puntaje de 75 sobre 100, basado en 25 reseñas, indicando "críticas favorables en general".